# 有職料理
有職料理（ゆうそくりょうり）とは、中国唐の台盤料理が日本に伝わって、平安時代の貴族により花開いた料理である。社交儀礼で使う大饗料理も公家風の有職料理からアレンジして残った物である。ただし、現在「有職料理」と言われている物は、本膳料理などの影響も受け、平安時代当時そのままの様式ではない。また、本膳料理を有職料理に含める定義もある。

## 大饗（だいきょう/おおあえ）料理
長屋王邸出土木簡などから、奈良時代には既に貴族社会で接待料理が成立していたことが窺えるが、その具体的な形式は不詳である。それが発達した物が「延喜式」神祇項目に出てくる「神饌」と思われ、春日大社の神饌や、談山神社の「百味御食」（ひゃくみのおんじき）などにその形式を残していると考えられている。
平安中期になると、貴族の中でも皇族、摂関家、それ以外の貴族の序列は動かしがたい物となり、その接待の形式として「大饗」が定められる。唐文化の影響を受け、「台盤」と呼ばれるテーブルに全料理を載せたり、「唐菓子」など渡来の料理も添えられるなどの献立の多さもさることながら、食べる側にも食べ物の種類ごとに細かい作法が要求されたことが『内外抄』や『古事談』の記述から分かり、現代人から見ると大変堅苦しい物だったようである。出汁を取る、下味をつけるなどの調理技術が未発達で、各自が塩や酢などで自ら味付けをしていた。珍しいものを食べる事によって貴族の権威を見せつけ、野菜を「下品な食べ物」とみなして摂取しなかった事や、仏教の影響で味の美味い料理を口にする事をタブー視していたことから、栄養面から見るとかなり悪い食事であった。「大饗」には少なくとも「二宮大饗」と「大臣大饗」の2形式が存在していた。

### 二宮大饗
正月、諸臣が中宮、東宮への拝謁を終えた後、朝廷から饗応に与るもの。ほとんど記録が無く、具体的な献立内容や形式は不明。

### 大臣大饗
親王などの皇族が大臣の屋敷を訪れた際の接待料理の形式。
平安末期の『兵範記』に書かれた藤原基実の保元元年（1156年）「大臣大饗」は、永久4年（1116年）の藤原忠通のそれを参考とし、事前の準備は宴会予定日の9日前から始められ、赤漆塗の膳を特別にあつらえ、その膳の上には白絹を現在のテーブルクロスの如く敷き、これまた特別にあつらえた折敷や漆塗の食器に料理を盛りつけたとある。
この時の具体的な内容は『類聚雑用集』に記録されているが、それによると、献立の内容は参列者の身分によって異なっており、皇族の正客（「尊者」と記述される）は28種類、三位以上の陪席公卿は20種、少納言クラスでは12種、接待する主人が最も少なく8種となっていた。献立内容は「飯」、調味料、生もの、干物、唐菓子（今のドーナツに近い）、木菓子（＝果物類）。生ものには獣肉類は無く、魚介類、鳥類（雉など）で占められ、干物もアワビやタコ、蛙などで獣肉類は無い。調味料が別皿になっているところから見て、料理自体には味はなく、食べるときに好みで調味料をつけながら食べた物と考えられる。この調味料も身分によって差があり、尊者や公卿はひしおなど4種あったが、主人には塩と酢のみであった。また、食器として箸の他に鎌倉時代以降は衰退する匙（スプーン）が存在し、各料理を盛りつけた容器の大きさがほぼ同じで料理の序列が判然としていない点も後の時代の料理とは異なる特徴といえる。

## 有職料理の誕生
鎌倉時代になり政治の実権が貴族から武士に移ると、大饗料理を維持することは困難となった。室町時代になると経済的・文化的にも武士の優位は動かしがたい物となり、武士も公家の文化を取り入れ、武士独自の饗応料理として「本膳料理」の形式を確立する。公家も本膳料理の形式を取り入れつつ、独自の式典料理として「有職料理」の形式が次第にまとまっていった物と考えられる。この過程で大饗料理には存在していた台盤や唐菓子などの中国文化風味が欠落していった物と思われる。

## 有職料理の変遷
江戸時代初期、徳川家光が行った二条城での後水尾天皇御成行事の際、天皇家側の料理人2名（高橋家、大隅家）、徳川幕府側の料理人2名（堀田家、鈴木家）の他に京都の町方の料理人から生間（いかま）家が抜擢されて調理に携わったことから、生間家は八条宮家の料理人をその後代々拝命することになる。明治時代になり桂宮家（八条宮家の後裔）が子孫断絶により絶家したため、生間家も下野し、その料理法は京都の民間の限られた料亭に伝えられた。
現在、宮中でも皇族の結婚式などの中継で会席料理などとは大きく異なる盛りつけの日本料理が見られることから、生間家が伝えた物とは別の有職料理が伝えられている物と思われるが、外国要人などの接待にはもっぱらフランス料理が使われており、限られた儀式でしか食べられない物のようである。

## 形式
生間流29代家元でもある小西重義(生間正保)が店主の料亭「萬亀楼」での有職料理の形式は以下の通りである。
- 初箸：会席料理の「先付」にあたる
- 添え：会席料理の「小付」にあたる
- 椀物
- お造り
- 嶋台

など。
特に生間流の場合は造りの捌き方に「式包丁」という作法がある。一切魚に手を触れず、包丁と菜箸のみを使うのが特徴。